# میلتیادیس گوسکوس
میلتیادیس گوسکوس (یونانی: Μιλτιάδης Γούσκος؛ ۱۸۷۷ – ۱۹۰۴) یک پرتاب‌گر وزنه اهل یونان بود.
از افتخارات وی میتوان به کسب مدال نقره پرتاب وزنه در بازی‌های المپیک تابستانی ۱۸۹۶ اشاره کرد.